# 图形摘要
图形摘要（英語：graphical abstract），又称图文摘要，是学术出版中以图片形式呈现的一类摘要。图形摘要为单张图片，以可视化的形式简洁明晰地呈现出学术文章的要点。其目的和视频摘要一样，并非为了取代原始研究论文，而是旨在吸引读者的注意力，使读者更清晰明了地理解论文的主要内容。不少期刊和出版商都对图形摘要的格式有着具体的要求，例如图片大小限制、图片不可与原文图片雷同、英文字数限制等。

## 案例

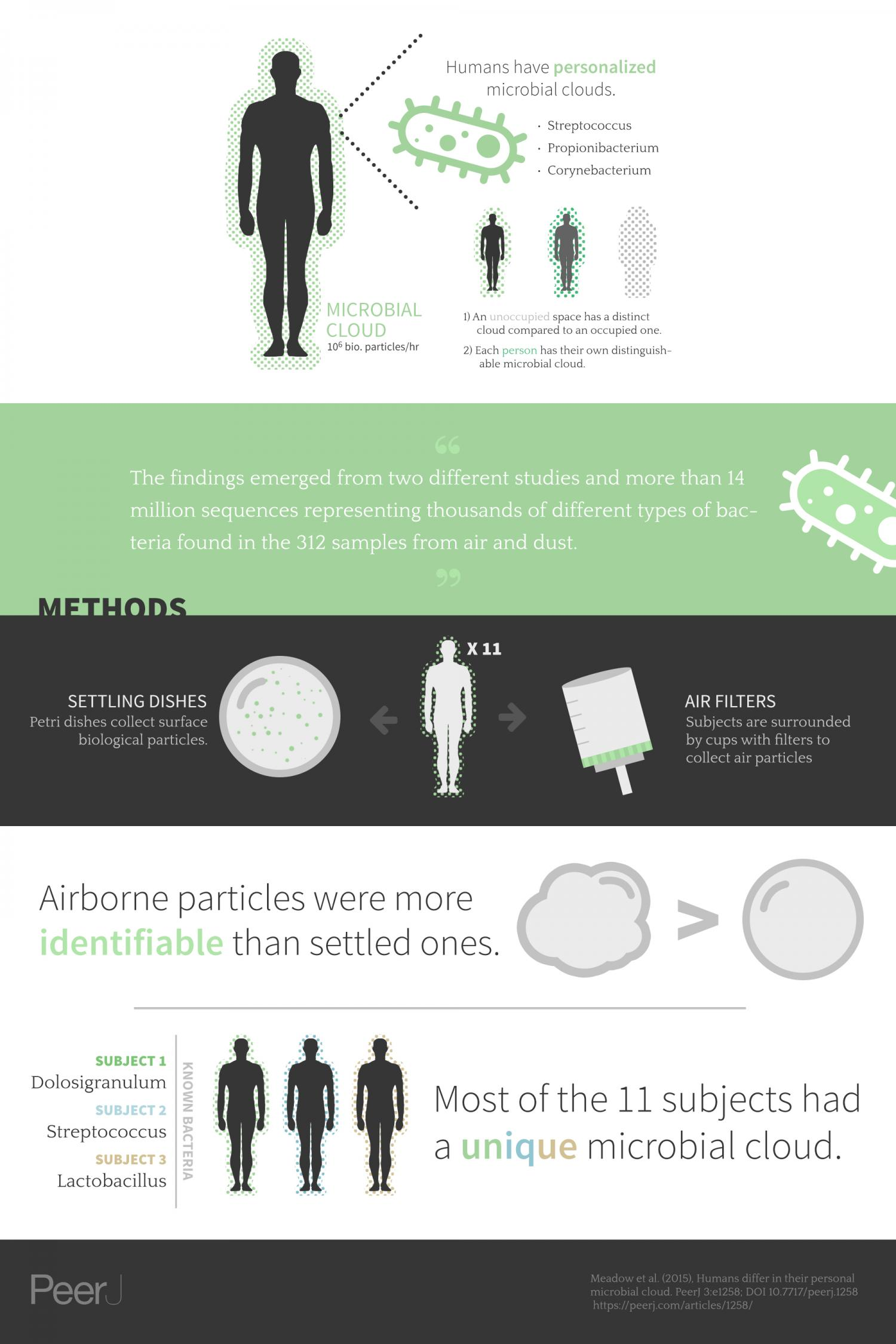
发表在PeerJ期刊上的图形摘要